# USS South Dakota (BB-57)
USS South Dakota (BB-57) – okręt główny pancerników typu South Dakota, nazwany na cześć stanu Dakota Południowa.
Okręty typu South Dakota były drugim nowoczesnym typem amerykańskich pancerników. W ich projekcie położono nacisk na większe opancerzenie, mające dać ochronę przed pociskami 406 mm (pancerniki typu North Carolina miały zaprojektowany pancerz przeciw kalibrowi 356 mm). Ponieważ starano się utrzymać tę samą prędkość co w poprzednim typie przy zachowanej artylerii głównej należało skrócić kadłub, aby się zmieścić w narzuconym limicie 35 tys. ton. Powodem tego jest posiadanie zbitej nadbudówki z ciasno zgromadzoną artylerią średnią. Ciasnotę powiększał fakt, że okręty były przewidziane jako jednostki flagowe, co wiązało się z zabraniem dodatkowej przestrzeni w nadbudówce i dodaniem jednego piętra więcej.
Stępkę pancernika położono 5 lipca 1939 w Camden (New Jersey) w stoczni New York Shipbuilding. Został zwodowany 7 czerwca 1941, matką chrzestną została pani Vera Cahalan Bushfield. Okręt przyjęto do służby 20 marca 1942 z Thomasem L. Gatchem jako dowódcą.
Brał udział w działaniach II wojny światowej, m.in. w lotniczo-morskiej bitwie koło wysp Santa Cruz 26 października 1942, podczas której artylerią przeciwlotniczą osłaniał lotniskowiec USS "Enterprise". Według danych amerykańskich, artylerzyści pancernika zestrzelili aż 26 samolotów (był to najlepszy wynik uzyskany w jednej bitwie przez pancernik). Sam jednakże doznał lekkich uszkodzeń, gdyż bomba wyłączyła z akcji dwa działa 406 mm wieży nr 2. 

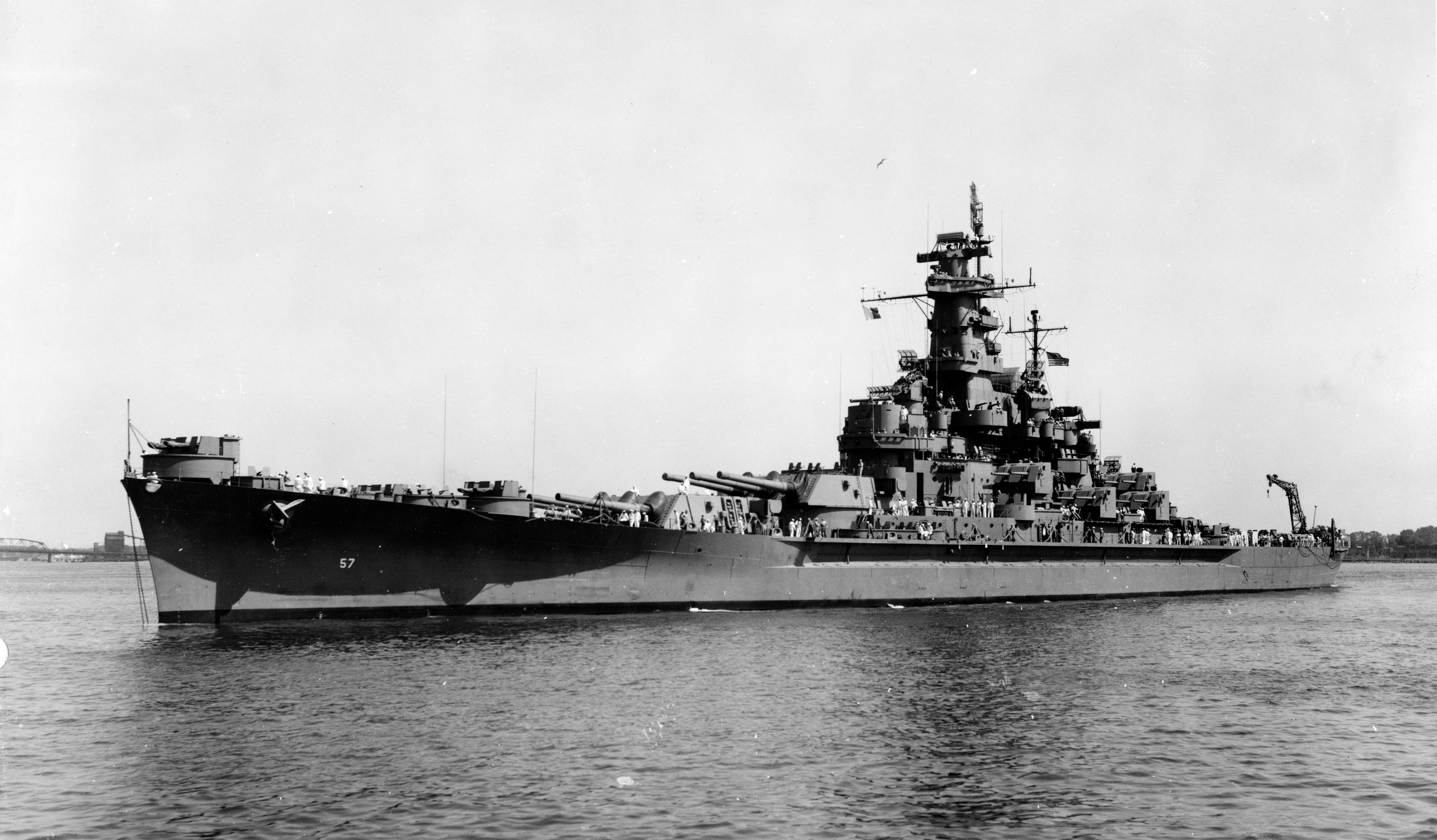
USS "South Dakota" w Norfolk Naval Shipyard w 1943 roku

Wraz z pancernikiem USS "Washington" wziął następnie udział w II bitwie pod Guadalcanalem w nocy 14-15 listopada 1942 (wciąż z niesprawnymi dwoma działami). Ciężko uszkodził artylerią średnią niszczyciel „Ayanami”, który później został dobity przez japońskie okręty. USS "South Dakota" borykał się w początkowej fazie starcia z awariami sieci elektrycznej, które powodowały czasowe wstrzymanie prowadzenia ognia, ponadto od wstrząsów przy salwach na początku starcia uległ uszkodzeniu jego radar SG. Pancernik zdołał uniknąć ponad 30 torped wystrzelonych w jego kierunku, jednakże następnie trafił pod celny ogień pancernika "Kirishima" i krążowników ciężkich "Atago" i "Takao". Między godziną 23:42 a 0:05 otrzymał z niewielkiej odległości (ok. 5300 m) 27 trafień pociskami (jeden pocisk 356 mm "Kirishimy", który nie przebił barbety wieży rufowej, 17 pocisków 203 mm z "Atago" i "Takao", 6 pocisków 152 mm  "Kirishimy", jeden 127 mm i jeden nieustalony). Pociski japońskie uszkodziły m.in. radar SC-1, jedną wieżę, urządzenia kierowania ogniem, wywołały drobne pożary i zaniki energii elektrycznej oraz zabiły 38 ludzi i zraniły 60. Pancernik był niezdolny do dalszej skutecznej akcji nocnej, mimo że pociski wywołały tylko uszkodzenia nadbudówek i drobne przecieki, nie mogąc zagrozić pływalności ani ruchowi okrętu (były to mimo to najpoważniejsze uszkodzenia odniesione przez amerykański pancernik w starciu artyleryjskim). Dzięki temu, że do akcji włączył się pancernik USS "Washington", ostrzeliwując i w końcu zatapiając "Kirishimę", "South Dakota" opuściła pole boju, bez kontaktu radiowego z okrętem flagowym. Remont uszkodzeń trwał do lutego 1943.
Okręt służył następnie w dalszych operacjach wojny.
31 stycznia 1947 roku przeniesiony do rezerwy. Pozostał w niej do momentu skreślenia z rejestru 1 czerwca 1962 roku. 25 października 1962 został sprzedany Lipsett Division, Luria Brothers and Company, Incorporated, na złom.